# 大槻幹郎
大槻 幹郎（おおつき みきお、昭和3年（1928年） - ）は、日本の美術史・仏教文化を専攻する学者。専攻は日本美術システム・仏教文化史。

## 来歴
昭和3年（1928年）、京都府に生まれる。京都師範学校、立命館大学文学部史学科卒業。京都府立鴨沂高等学校教諭を経て、花園大学文学部非常勤講師となる。他に黄檗山万福寺黄檗文化研究所研究員・元花園大学国際禅学研究所客員研究員。

## 著作

### 単著
- 『文人画家の譜』ぺりかん社 2001年 ISBN 4831508985
- 『煎茶文化考―文人茶の系譜』思文閣出版 2004年 ISBN 4784211837

### 編著
- 『黄檗文化人名辞典』1988年 思文閣出版 ISBN 4784205381